# 广东体育职业技术学院
广东体育职业技术学院，简称广东体育职院，位于广东省广州市，学校代码:12578。

## 历史
广东体育职业技术学院创建于1956年8月，前身是广东省体育运动学校。2003年5月经广东省人民政府批准，升格为全日制高等体育职业院校，隶属于广东省体育局。2012年8月经省机构编制委员会批准，学院附属竞技体校更名为广东省青少年竞技体育学校，并于2014年1月正式独立运作。